# Macaldenia palumbioides
Macaldenia palumbioides là một loài bướm đêm thuộc họ Noctuidae. Nó được tìm thấy ở phía đông Châu Phi.